# Miguel Layún
Miguel Arturo Layún Prado (Córdoba, 25 juni 1988) is een Mexicaans voormalig voetballer die doorgaans speelde als linksback. Tussen 2006 en 2023 was hij actief voor Veracruz, Atalanta Bergamo, Club América, Granada, Watford, FC Porto, Sevilla, Villarreal, Monterrey en Club América. Layún maakte in 2013 zijn debuut in het Mexicaans voetbalelftal en kwam uiteindelijk tot drieënzeventig interlandoptredens.

## Clubcarrière
Layún speelde tussen 2007 en 2009 eenendertig wedstrijden in het shirt van Veracruz, waarna hij na een proefperiode tekende bij het Italiaanse Atalanta Bergamo. Op 27 september 2009 debuteerde hij voor Atalanta, toen er met 1-1 gelijkgespeeld werd tegen Chievo Verona. Hiermee werd hij de eerste Mexicaanse speler ooit die uitkwam in de Serie A. Na slechts zes maanden in Italië keerde hij terug naar Mexico, waar hij ging spelen voor Club América. In 2013 werd hij landskampioen met América door in de beslissende play-offwedstrijd na strafschoppen te winnen van Cruz Azul.
Layún tekende in december 2014 een vijfjarig contract bij Granada. Voordat hij daar één wedstrijd speelde, verkocht die club hem een maand later aan Watford. Hier tekende Layún voor vierenhalf jaar. Hij speelde dat seizoen zeventien wedstrijden voor de Engelse club en promoveerde daarmee van de Championship naar de Premier League. Hierin maakte hij in augustus 2015 ook nog zijn debuut, voor Watford hem op 1 september van dat jaar voor een seizoen verhuurde aan FC Porto. Een jaar later nam de Portugese club Layún definitief over. Voor zijn diensten betaalde Porto circa zes miljoen euro en de Mexicaan zette zijn handtekening onder een verbintenis voor de duur van vier seizoenen.
In januari 2018 werd Layún voor de rest van het seizoen 2017/18 verhuurd aan Sevilla. Na afloop van dit seizoen werd de vleugelverdediger op definitieve basis overgedaan aan Villarreal. Een halfjaar later verkaste Layún voor circa vier miljoen euro naar Monterrey, waar hij zijn handtekening zette onder een verbintenis voor de duur van drie jaar. Medio 2021 stapte hij binnen Mexico over naar Club América. Begin 2024 besloot Layún op vijfendertigjarige leeftijd een punt te zetten achter zijn actieve loopbaan.

## Interlandcarrière
Layún debuteerde op 12 juli 2013 in het Mexicaans voetbalelftal . Op die dag werd er met 2–0 gewonnen van Canada. De linksback mocht van bondscoach José Manuel de la Torre in de basis beginnen en hij speelde het gehele duel mee. Op 9 mei 2014 werd bekendgemaakt dat Layún onderdeel uitmaakte van de Mexicaanse selectie voor het WK 2014 in Brazilië. Zijn teamgenoten Francisco Javier Rodríguez, Paul Aguilar, Raúl Jiménez en Oribe Peralta (allen eveneens Mexico) waren eveneens actief op dit toernooi. Layún was vier jaar later ook actief op het WK 2018.
| Interlands van Miguel Layún voor Mexico | Interlands van Miguel Layún voor Mexico | Interlands van Miguel Layún voor Mexico | Interlands van Miguel Layún voor Mexico | Interlands van Miguel Layún voor Mexico | Interlands van Miguel Layún voor Mexico | Interlands van Miguel Layún voor Mexico |
| №                                       | Datum                                   | Wedstrijd                               | Uitslag                                 | Competitie                              | Goals                                   |                                         |
| Als speler bij Club América             | Als speler bij Club América             | Als speler bij Club América             | Als speler bij Club América             | Als speler bij Club América             | Als speler bij Club América             | Als speler bij Club América             |
| --------------------------------------- | --------------------------------------- | --------------------------------------- | --------------------------------------- | --------------------------------------- | --------------------------------------- | --------------------------------------- |
| 1                                       | 12 juli 2013                            | Mexico – Canada                         | 2 – 0                                   | Gold Cup 2013                           |                                         |                                         |
| 2                                       | 14 juli 2013                            | Martinique – Mexico                     | 1 – 3                                   | Gold Cup 2013                           |                                         |                                         |
| 3                                       | 20 juli 2013                            | Mexico – Trinidad en Tobago             | 1 – 0                                   | Gold Cup 2013                           |                                         |                                         |
| 4                                       | 25 juli 2013                            | Panama – Mexico                         | 2 – 1                                   | Gold Cup 2013                           |                                         |                                         |
| 5                                       | 15 augustus 2013                        | Mexico – Ivoorkust                      | 4 – 1                                   | Vriendschappelijk                       |                                         |                                         |
| 6                                       | 12 oktober 2013                         | Mexico – Panama                         | 2 – 1                                   | WK 2014 kwalificatie                    |                                         |                                         |
| 7                                       | 16 oktober 2013                         | Costa Rica – Mexico                     | 2 – 1                                   | WK 2014 kwalificatie                    |                                         |                                         |
| 8                                       | 31 oktober 2013                         | Mexico – Finland                        | 4 – 2                                   | Vriendschappelijk                       |                                         |                                         |
| 9                                       | 13 november 2013                        | Mexico – Nieuw-Zeeland                  | 5 – 1                                   | WK 2014 kwalificatie                    |                                         |                                         |
| 10                                      | 20 november 2013                        | Nieuw-Zeeland – Mexico                  | 2 – 4                                   | WK 2014 kwalificatie                    |                                         |                                         |
| 11                                      | 3 april 2014                            | Verenigde Staten – Mexico               | 2 – 2                                   | Vriendschappelijk                       |                                         |                                         |
| 12                                      | 28 mei 2014                             | Mexico – Israël                         | 3 – 0                                   | Vriendschappelijk                       | 43' 62'                                 |                                         |
| 13                                      | 31 mei 2014                             | Mexico – Ecuador                        | 3 – 1                                   | Vriendschappelijk                       |                                         |                                         |
| 14                                      | 3 juni 2014                             | Mexico – Bosnië en Herzegovina          | 0 – 1                                   | Vriendschappelijk                       |                                         |                                         |
| 15                                      | 6 juni 2014                             | Mexico – Portugal                       | 0 – 1                                   | Vriendschappelijk                       |                                         |                                         |
| 16                                      | 13 juni 2014                            | Mexico – Kameroen                       | 1 – 0                                   | WK 2014                                 |                                         |                                         |
| 17                                      | 17 juni 2014                            | Brazilië – Mexico                       | 0 – 0                                   | WK 2014                                 |                                         |                                         |
| 18                                      | 23 juni 2014                            | Kroatië – Mexico                        | 1 – 3                                   | WK 2014                                 |                                         |                                         |
| 19                                      | 29 juni 2014                            | Nederland – Mexico                      | 2 – 1                                   | WK 2014                                 |                                         |                                         |
| 20                                      | 7 september 2014                        | Chili – Mexico                          | 0 – 0                                   | Vriendschappelijk                       |                                         |                                         |
| 21                                      | 10 september 2014                       | Bolivia – Mexico                        | 0 – 1                                   | Vriendschappelijk                       | 18'                                     |                                         |
| 22                                      | 10 oktober 2014                         | Mexico – Honduras                       | 2 – 0                                   | Vriendschappelijk                       |                                         |                                         |
| 23                                      | 12 oktober 2014                         | Mexico – Panama                         | 1 – 0                                   | Vriendschappelijk                       |                                         |                                         |
| Als speler bij Watford                  |                                         |                                         |                                         |                                         |                                         |                                         |
| 24                                      | 29 maart 2015                           | Mexico – Ecuador                        | 1 – 0                                   | Vriendschappelijk                       |                                         |                                         |
| 25                                      | 28 juni 2015                            | Mexico – Costa Rica                     | 2 – 2                                   | Vriendschappelijk                       |                                         |                                         |
| 26                                      | 2 juli 2015                             | Mexico – Honduras                       | 0 – 0                                   | Vriendschappelijk                       |                                         |                                         |
| 27                                      | 10 juli 2015                            | Mexico – Cuba                           | 6 – 0                                   | Gold Cup 2015                           |                                         |                                         |
| 28                                      | 13 juli 2015                            | Guatemala – Mexico                      | 0 – 0                                   | Gold Cup 2015                           |                                         |                                         |
| 29                                      | 16 juli 2015                            | Mexico – Trinidad en Tobago             | 4 – 4                                   | Gold Cup 2015                           |                                         |                                         |
| 30                                      | 20 juli 2015                            | Mexico – Costa Rica                     | 1 – 0                                   | Gold Cup 2015                           |                                         |                                         |
| 31                                      | 23 juli 2015                            | Panama – Mexico                         | 1 – 2                                   | Gold Cup 2015                           |                                         |                                         |
| 32                                      | 27 juli 2015                            | Jamaica – Mexico                        | 1 – 3                                   | Gold Cup 2015                           |                                         |                                         |
| Als speler bij FC Porto                 |                                         |                                         |                                         |                                         |                                         |                                         |
| 33                                      | 9 september 2015                        | Argentinië – Mexico                     | 2 – 2                                   | Vriendschappelijk                       |                                         |                                         |
| 34                                      | 11 oktober 2015                         | Verenigde Staten – Mexico               | 2 – 3                                   | CONCACAF Cup 2015                       |                                         |                                         |
| 35                                      | 14 oktober 2015                         | Mexico – Panama                         | 1 – 0                                   | Vriendschappelijk                       |                                         |                                         |
| 36                                      | 14 november 2015                        | Mexico – El Salvador                    | 3 – 0                                   | WK 2018 kwalificatie                    |                                         |                                         |
| 37                                      | 17 november 2015                        | Honduras – Mexico                       | 0 – 2                                   | WK 2018 kwalificatie                    |                                         |                                         |
| 38                                      | 26 maart 2016                           | Canada – Mexico                         | 0 – 3                                   | WK 2018 kwalificatie                    |                                         |                                         |
| 39                                      | 30 maart 2016                           | Mexico – Canada                         | 2 – 0                                   | WK 2018 kwalificatie                    |                                         |                                         |
| 40                                      | 2 juni 2016                             | Mexico – Chili                          | 1 – 0                                   | Vriendschappelijk                       |                                         |                                         |
| 41                                      | 6 juni 2016                             | Mexico – Uruguay                        | 3 – 1                                   | Copa América Centenario                 |                                         |                                         |
| 42                                      | 10 juni 2016                            | Mexico – Jamaica                        | 2 – 0                                   | Copa América Centenario                 |                                         |                                         |
| 43                                      | 14 juni 2016                            | Mexico – Venezuela                      | 1 – 1                                   | Copa América Centenario                 |                                         |                                         |
| 44                                      | 19 juni 2016                            | Mexico – Chili                          | 0 – 7                                   | Copa América Centenario                 |                                         |                                         |
| 45                                      | 3 september 2016                        | El Salvador – Mexico                    | 1 – 3                                   | WK 2018 kwalificatie                    |                                         |                                         |
| 46                                      | 7 september 2016                        | Mexico – Honduras                       | 0 – 0                                   | WK 2018 kwalificatie                    |                                         |                                         |
| 47                                      | 12 november 2016                        | Verenigde Staten – Mexico               | 1 – 2                                   | WK 2018 kwalificatie                    | 20'                                     |                                         |
| 48                                      | 16 november 2016                        | Panama – Mexico                         | 0 – 0                                   | WK 2018 kwalificatie                    |                                         |                                         |
| 49                                      | 25 maart 2017                           | Mexico – Costa Rica                     | 2 – 0                                   | WK 2018 kwalificatie                    |                                         |                                         |
| 50                                      | 29 maart 2017                           | Trinidad en Tobago – Mexico             | 0 – 1                                   | WK 2018 kwalificatie                    |                                         |                                         |
| 51                                      | 27 mei 2017                             | Mexico – Kroatië                        | 1 – 2                                   | Vriendschappelijk                       |                                         |                                         |
| 52                                      | 1 juni 2017                             | Mexico – Ierland                        | 3 – 1                                   | Vriendschappelijk                       |                                         |                                         |
| 53                                      | 18 juni 2017                            | Portugal – Mexico                       | 2 – 2                                   | Confederations Cup 2017                 |                                         |                                         |
| 54                                      | 24 juni 2017                            | Rusland – Mexico                        | 1 – 2                                   | Confederations Cup 2017                 |                                         |                                         |
| 55                                      | 29 juni 2017                            | Duitsland – Mexico                      | 4 – 1                                   | Confederations Cup 2017                 |                                         |                                         |
| 56                                      | 2 juli 2017                             | Portugal – Mexico                       | 2 – 1                                   | Confederations Cup 2017                 |                                         |                                         |
| 57                                      | 6 oktober 2017                          | Mexico – Trinidad en Tobago             | 3 – 1                                   | WK 2018 kwalificatie                    |                                         |                                         |
| 58                                      | 10 oktober 2017                         | Honduras – Mexico                       | 3 – 2                                   | WK 2018 kwalificatie                    |                                         |                                         |
| 59                                      | 10 november 2017                        | België – Mexico                         | 3 – 3                                   | Vriendschappelijk                       |                                         |                                         |
| 60                                      | 13 november 2017                        | Polen – Mexico                          | 0 – 1                                   | Vriendschappelijk                       |                                         |                                         |
| Als speler bij Sevilla                  |                                         |                                         |                                         |                                         |                                         |                                         |
| 61                                      | 23 maart 2018                           | Mexico – IJsland                        | 3 – 0                                   | Vriendschappelijk                       | 64' 90'                                 |                                         |
| 62                                      | 27 maart 2018                           | Mexico – Kroatië                        | 0 – 1                                   | Vriendschappelijk                       |                                         |                                         |
| 63                                      | 2 juni 2018                             | Mexico – Schotland                      | 1 – 0                                   | Vriendschappelijk                       |                                         |                                         |
| 64                                      | 9 juni 2018                             | Denemarken – Mexico                     | 2 – 0                                   | Vriendschappelijk                       |                                         |                                         |
| 65                                      | 17 juni 2018                            | Duitsland – Mexico                      | 0 – 1                                   | WK 2018                                 |                                         |                                         |
| 66                                      | 23 juni 2018                            | Zuid-Korea – Mexico                     | 1 – 2                                   | WK 2018                                 |                                         |                                         |
| 67                                      | 27 juni 2018                            | Mexico – Zweden                         | 0 – 3                                   | WK 2018                                 |                                         |                                         |
| 68                                      | 2 juli 2018                             | Brazilië – Mexico                       | 2 – 0                                   | WK 2018                                 |                                         |                                         |
| Als speler bij Villarreal               |                                         |                                         |                                         |                                         |                                         |                                         |
| 69                                      | 16 november 2018                        | Argentinië – Mexico                     | 2 – 0                                   | Vriendschappelijk                       |                                         |                                         |
| Als speler bij Monterrey                |                                         |                                         |                                         |                                         |                                         |                                         |
| 70                                      | 22 maart 2019                           | Mexico – Chili                          | 3 – 1                                   | Vriendschappelijk                       |                                         |                                         |
| 71                                      | 26 maart 2019                           | Mexico – Paraguay                       | 4 – 2                                   | Vriendschappelijk                       |                                         |                                         |
| 72                                      | 10 september 2019                       | Argentinië – Mexico                     | 4 – 0                                   | Vriendschappelijk                       |                                         |                                         |
| 73                                      | 30 september 2020                       | Mexico – Guatemala                      | 3 – 0                                   | Vriendschappelijk                       |                                         |                                         |

## Erelijst
| Competitie                |              |                           |              |              |
| Competitie                | Aantal       | Jaren                     |              |              |
| Club América              | Club América | Club América              | Club América | Club América |
| ------------------------- | ------------ | ------------------------- | ------------ | ------------ |
| Liga MX                   | 2            | 2012/23 Clausura, 2019/20 |              |              |
| Copa MX                   | 1            | 2019/20                   |              |              |
| Monterrey                 |              |                           |              |              |
| CONCACAF Champions League | 1            | 2019                      |              |              |
| Mexico                    |              |                           |              |              |
| CONCACAF Gold Cup         | 2            | 2015, 2019                |              |              |